# Penteleu (sit SCI)
Penteleu este o arie protejată (arie specială de conservare — SAC, sit de importanță comunitară — SCI) din România, desemnată în scopul protejării biodiversității și menținerii într-o stare de conservare favorabilă a florei spontane și faunei sălbatice, precum și a habitatelor naturale de interes comunitar aflate în arealul zonei de protecție. Aceasta se întinde în sud-estul țării, pe teritoriul județului Buzău.

## Localizare
Aria naturală se întinde în partea nord-vestică a județului Buzău (la limita de graniță cu județul Covasna), pe teritoriul administrativ al comunei Gura Teghii.

## Înființare
Aria protejată Penteleu reprezintă o zonă naturală (păduri de foioase, păduri de conifere, păduri în amestec, păduri în tranziție, pășuni, pajiști naturale și stepe) încadrată în bioregiunea alpină a Carpaților de Curbură (aparținând lanțului carpatic al Orientalilor). Situl a fost protejat și ca arie specială de conservare în mai 2022.

## Biodiversitate
Zona a fost declarată sit de importanță comunitară prin Ordinul Ministerului Mediului și Dezvoltării Durabile Nr.1964 din 13 decembrie 2007 (privind instituirea regimului de arie naturală protejată a siturilor de importanță comunitară, ca parte integrantă a rețelei ecologice europene Natura 2000 în România) și se întinde pe o suprafață de 11.268 hectare. Situl este încadrat între râurile Bâsca Mare și Bâsca Mică și a fost creat în scopul protejării biodiversității și menținerii într-o stare de conservare favorabilă a florei și faunei sălbatice, precum și a habitatelor de interes comunitar.
Situl Penteleu prezintă o arie naturală cu o diversitate floristică și faunistică ridicată, exprimată atât la nivel de specii cât și la nivel de ecosisteme terestre.

### Habitate
În arealul sitului au fost identificate șapte tipuri de habitate naturale; astfel: Păduri dacice de fag (Symphyto-Fagion); Păduri de fag de tip Luzulo-Fagetum; Păduri acidofile de Picea abies din regiunea montană (Vaccinio-Piceetea); Păduri aluviale cu Alnus glutinosa și Fraxinus excelsior (Alno-Padion, Alnion incanae, Salicion albae); Comunități de lizieră cu ierburi înalte higrofile de la nivelul câmpiilor, până la cel montan și alpin; Tufărișuri alpine și boreale și Vegetație lemnoasă cu Myricaria germanica de-a lungul râurilor montane.

### Floră
Flora are în componență o gamă diversă de arbori (molid, fag, stejar, carpen, mesteacăn), arbusti (alun, soc, cătină mică din specia Myricaria germanica, afin, zmeur, mur, măceș), ierburi și flori.

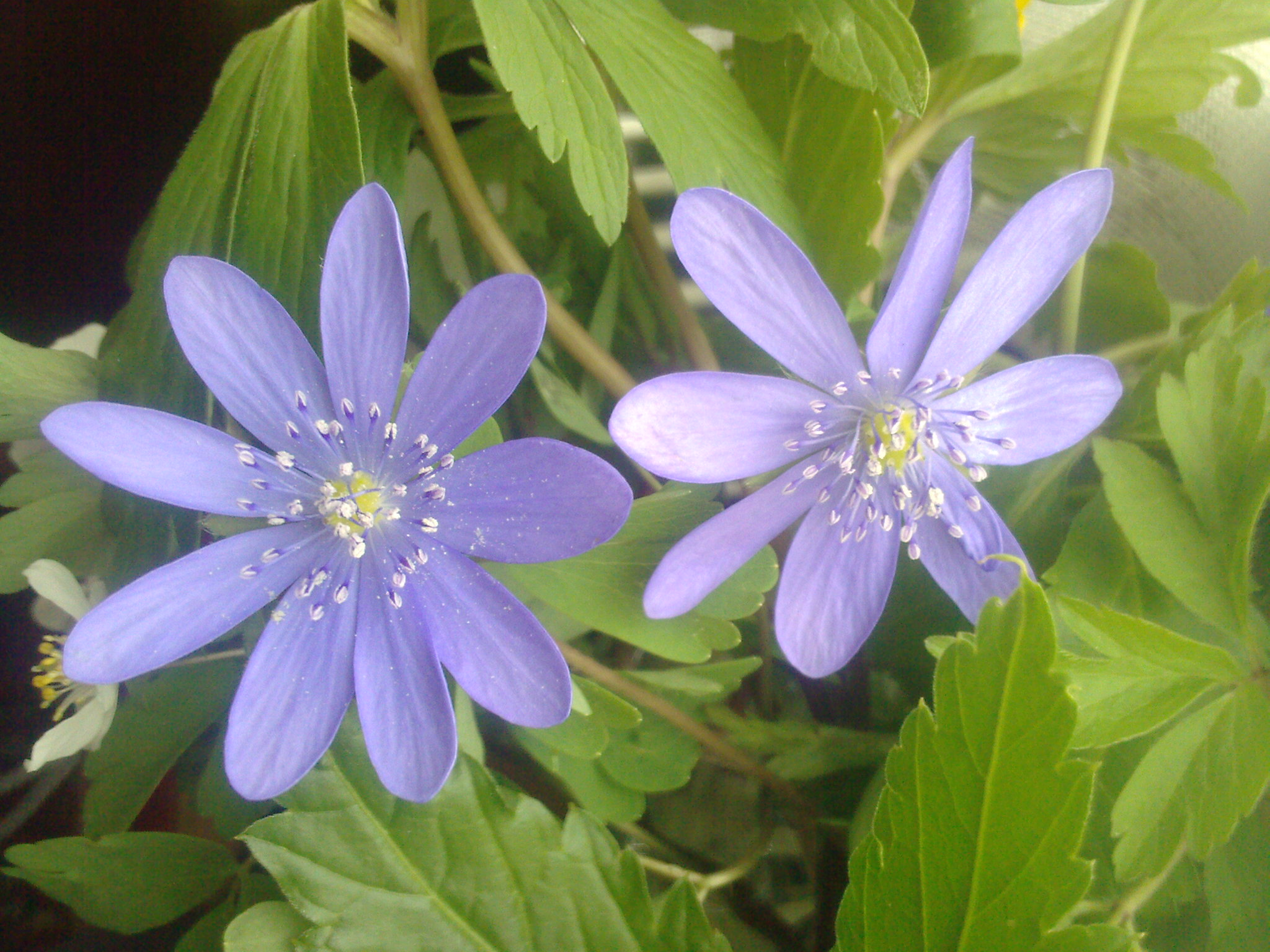
Crucea voinicului (Hepatica transsilvanica)

La nivelul ierburilor sunt întâlnite mai multe rarități floristice  protejate prin Directiva Consiliului European 92/43/CE din 21 mai 1992 (privind conservarea habitatelor naturale și a speciilor de faună și floră sălbatică) sau endemice pentru această zonă a Carpaților de Curbură.
Specii de flori și ierburi: clopoțelul de munte (Campanula serrata), omag galben (Aconitum anthora), leurdă (Allium ursinum), căpșunică (Cephalanthera rubra), crucea voinicului (Hepatica transsilvanica), buzișor (Corallorhiza trifida), orhidee albă (Dactylorhiza sambucina), garofiță albă de stânci (Dianthus spiculifolius), mlăștiniță (Epipactis helleborine), alior (Euphorbia amygdaloides), vinariță (Galium odoratum), fratele-priboiului (Geranium sylvaticum), orhidee (cu specii de: Neottia nidus-avis, Dactylorhiza cordigera, Goodyera repens, Coeloglossum viride, Epipogium aphyllum,  Gymnadenia conopsea, Orchis laxiflora ), coada șoricelului (Achillea oxyloba ssp. schurii), piperul-lupului (Asarum europaeum), garofiță (Dianthus carthusianorum), roua cerului (Drosera rotundifolia), frag (Fragaria vesca), drobiță (Genista tinctoria), săbiuță (Gladiolus imbricatus), buhai (Listera ovata), buhăieș (Listera cordata), brei (Mercurialis perennis), lăcrimiță (Maianthemum bifolium), sângele voinicului (Nigritella nigra și Nigritella rubra), limba-șarpelui (Ophioglossum vulgatum), poroinic (Orchis ustulata), untul-vacii (Orchis morio), ploșnițoasă (Orchis coriophora), ferigă de câmp (Pteridium aquilinum), piciorul-cocoșului (Ranunculus carpaticus), gușa-porumbelului (Silene nutans), precum și două specie rare de mușchi (Drepanocladus vernicosus și Dicranum viride).

### Faună
Fauna sitului este una bogată și variată în specii de mamifere, păsări (pitulice sfârâitoare, ieruncă, pițigoiul de munte, muscarul mic, muscarul negru, porumbelul gulerat, potârniche, gaiță, graur), reptile, amfibieni, pești (mreană vânătă, zglăvoacă) și insecte (fluture-tigru, croitorul de fag, croitorul albastru, țânțarul de frunză); dintre care unele protejate prin aceeași Directivă a Consiliului European (anexa I-a) 92/43/CE (privind conservarea habitatelor naturale și a speciilor de faună și floră sălbatică) sau aflate pe lista roșie a IUCN.
Mamifere cu specii de: urs brun (Ursus arctos), cerb (Cervus elaphus), căprioară (Capreolus capreolus), mistreț (Sus scrofa), lup cenușiu (Canis lupus), vulpe roșcată (Vulpes vulpes), râs eurasiatic (Lynx lynx), pisică sălbatică (Felis silvestris), jder de copac (Martes martes), veveriță ('Sciurus carolinensis) sau pârșul de alun (Muscardinus avellanarius). 
Reptile și amfibieni: șarpele de alun (Coronella austriaca), șopârla de ziduri (Podarcis muralis), șopârla de munte (Lacerta vivipara), ivorașul-cu-burta-galbenă (Bombina variegata), salamandra carpatică (Triturus montandoni), tritonul cu creastă (Triturus cristatus), brotacul-verde-de-copac (Hyla arborea), broasca-roșie-de-pădure (Rana dalmatina), broasca râioasă verde (Bufo viridis), broasca de pământ (Pelobates fuscus) 
.

## Căi de acces
- Drumul național DN10 pe ruta: Buzău - Pătârlagele - Nehoiu - Lunca Priporului - drumul județean DJ203K pe ruta: Bâsca Rozilei - Nemertea - Gura Teghii.

## Monumente și atracții turistice
În vecinătatea sitului se află câteva obiective de interes istoric, cultural și turistic; astfel:

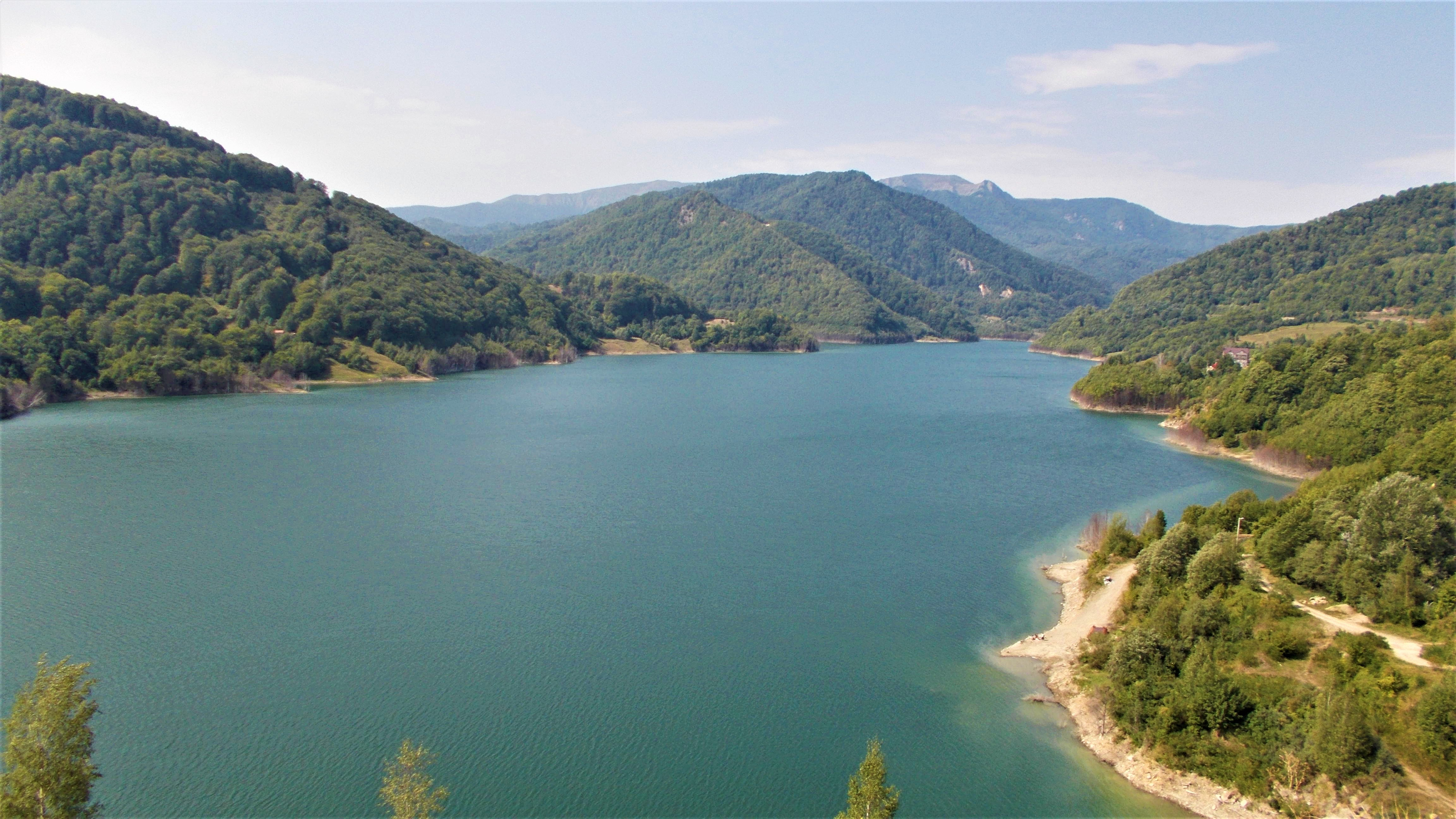
Lacul Siriu

- Ansamblul bisericii "Sf. Împărați" din satul Lunca Priporului (biserica de lemn și clopotnița), construcție secolul al XIX-lea, monument istoric.
- Conacul D.D. Maican din Varlaam, construcție secolul al XIX-lea, monument istoric.
- Casa cu blazoane din Chiojdu, construcție secolul al XVIII-lea, monument istoric.
- Situl arheologic de la Mlăjet (sec. XVI - XIX, sec. XI - XII, Epoca medievală timpurie, sec. I a. Chr, Latène, mil. III - II, Epoca bronzului).
- Lacul Siriu, lac de acumulare de pe râul Buzău, format în urma construcției, în perioada 1982-1994, a barajului de la Siriu și a hidrocentralei Nehoiașu.
- Situl de importanță comunitară Siriu (6.230 ha).